# آزمایشگاه رسانه ام‌آی‌تی
آزمایشگاه رسانهٔ ام‌آی‌تی (به انگلیسی: MIT Media Lab) آزمایشگاهی میان‌رشته‌ای و پژوهشی در مؤسسه فناوری ماساچوست است که تمرکز بر برنامه‌هایی دارد که در همگرایی فناوری، علم، هنر، و فضای چندرسانه‌ای قرار می‌گیرند.